# Zalmoxis
Zalmoxis (řecky Ζάλμοξις, také známý Salmoxis, Σάλμοξις, Zamolxis, Ζάμολξις, nebo Samolxis, Σάμολξις) byl ve starověku náboženský reformátor, který byl zbožštěn Dáky (Řekům známým jako Getové) a uctíván jimi jako bůh. Podle Hérodota byl otrokem Pýthagora a zakladatelem mysterijního kultu, který věřil v nesmrtelnost duše.

## Mýtus
Podle Herodóta byl Zalmoxis na ostrově Samu otrokem Pythágora, ale brzy se stal svobodným a zbohatl a navrátil se do své thrácké vlasti. Zde si pak nechal postavit dům, do kterého zval nejváženější spoluobčany na hostiny, na těch pak učil, že jeho hosté nikdy nezemřou, ale odeberou se na místo, kde budou žít ve věčné blaženosti. Po nějaké době si nechal vybudovat podzemní příbytek na hoře (podle Strabóna jí byl Kogaion) a zmizel. Poté byl oplakáván a považován za mrtvého, po třech letech se však mezi svůj lid vrátil.

## Interpretace
Uváděnému mýtu sám Herodótos nevěřil a podle jeho mínění žil Zalmoxis mnoho let před Pythágorem nebo byl božskou bytostí. Také ho ztotožnil s Gebeleizisem, nejspíše bohem blesku a bouře.
Platón považuje Zalmoxida za božského léčitele používajícího celostní metodu pracující s tělem i duší zároveň. Zároveň ho považuje za boha-krále, jak bylo běžné u Thráků.
Zalmoxida pak také přijali pod vlivem Jordana do své vybájené historie Gótové, kteří ho považovali za filosofa, který je civilizoval. Za jeho předchůdce pak považovali Decenea.

## Kult
Z pramenů lze usuzovat na Zalmoxidův mysterijní kult, který věřil v nesmrtelnost duše a má jisté eschatologické prvky. Podobnost s řeckými mystérii dokazuje i označení teletai (mystérium) použité už před Herodótem Helláníkosem z Lesbu. I ostatní antičtí autoři dávali Zalmoxida do souvislosti s mystiky jako byl kromě Pythágora i Orfeus a Zarathuštra. Někdy byl také ztotožňován s Kronem, vládcem na ostrově blažených kam smí jen ctnostní. V moderní době byl jeho kult někdy spojován se šamanismem, ale tuto teorie se nepodařilo potvrdit.
Pobyt v podzemním příbytku lze chápat jako odraz iniciačního obřadu a prodělání rituální smrti, vedoucí k nové podstatě jeho existence. Tento motiv okultace (zmizení) a epifanie (znovuobjevení) je běžným v celém Středomoří.
Příznačným rituálem bylo posílání posla každé čtyři roky (podle Herodóta každých pět) za Zalmoxidem. Posel byl vyvolen losem, poté vyhozen do vzduchu a při dopadu se nabodl na oštěpy, z toho vyplývá že k Zalmoxidovi se odebírala pouze duše a rituál lze chápat jako obnovení vztahu mezi jejich božstvem a Dáky.
| „           | Každých pět let vysolují jednoho ze svého středu a posílají ho jako posla Zalmoxidovi; pokaždé mu ukládají vyřídit, co právě potřebují. Odesílajího ho tak, že někteří z nich, kterým je to přikázáno, drží tři kopí a druzí vezmou posla k Zalmoxidovi za ruce, vyzvednou ho do výše a hodí na kopí. Jestliže je pádem na kopí ihned mrtev, domnívají se, že je jim bůh nakloněn. Nezemře-li, kladou to za vinu samotnému poslovi a tvrdí, že je špatným člověkem. Potom vyšlou jiného. Vzkazy mu ukládají, ještě dokud je živ. | “ |
| — Herodótos | |   |

O vlivu Zalmoxidova kněžstva se pak zmiňuje Strabón v době římské, kdy uvádí že velekněz byl zbožšťovaným spoluvládcem Dáků a měl rozsáhlé znalosti astronomie a věštění.

## Etymologie
Ve starověku bylo jméno Zalmoxida vykládáno z thráckého zalmos, „kožešina“. V 20. století Paul Kretschmer vytvořil teorii že se jedná o kombinaci thráckého zemelen, „země“ a skytského xais „pán, král“, kombinace dvou různých jazyků je však nepravděpodobná a jméno souvisí nejspíš jen se slovem pro zemi.